# Scheibe SFS 31
Die Scheibe SFS 31 „Milan“ ist ein in den 1960er-Jahren von den Firmen Scheibe-Flugzeugbau und Sportavia-Pützer in Kooperation gefertigter Motorsegler.

## Geschichte
Die SFS 31 ist eine Kombination der von Scheibe entwickelten Tragflächen der SF 27M und dem Rumpf der Fournier RF 4, der bei Sportavia-Pützer in Lizenz gefertigt wurde. Durch die Verwendung der wesentlich längeren Tragflächen der SF 27 konnten die Segeleigenschaften gegenüber der RF 4 deutlich verbessert werden. Mit einer Gleitzahl von 30 übertrifft sie z. B. die weiter verbreitete Schleicher ASK 14, die eine Gleitzahl von 28 aufweist.

## Technische Daten
| Kenngröße                    | Daten                                  |
| ---------------------------- | -------------------------------------- |
| Besatzung                    | 1                                      |
| Länge                        | 6,05 m                                 |
| Spannweite                   | 15,0 m                                 |
| Flügelfläche                 | 12,00 m²                               |
| Streckung                    | 18,7                                   |
| Profil                       | Wortmann FX 61-184                     |
| Leermasse                    | 300 kg                                 |
| Startmasse                   | 430 kg                                 |
| Gleitzahl                    | 30                                     |
| Minimale Sinkgeschwindigkeit | 0,85 m/s                               |
| Mindestgeschwindigkeit       | 70 km/h                                |
| ökonom. Reisegeschwindigkeit | 160 km/h                               |
| Höchstgeschwindigkeit        | 180 km/h                               |
| Dienstgipfelhöhe             | 6000 m                                 |
| Reichweite                   | 670 km                                 |
| Triebwerk                    | ein Rectimo 4 AR mit 39 PS (ca. 30 kW) |